# 쇼쇼쇼 (라디오 프로그램)
《태진아 쇼쇼쇼》는 대한민국의 방송국인 한국방송공사의 라디오 채널 KBS 해피FM(수도권과 창원 106.1MHz 춘천 98.7MHz 강릉,동해,삼척 102.1MHz 속초,고성 106.7MHz 양양 103.9MHz 대전 100.9MHz 부산 97.1MHz 제주 91.9MHz 제주 서부 92.7MHz 서귀포 89.7MHz)에서 2003년 10월 20일부터 2013년 4월 7일까지 10년간 방송했던 트로트 전문 라디오 프로그램이다.

## 매일 코너
- 내 사랑, 경아, 잘 살거야

## 지역방송총국 매일 프로그램
다음 지역방송총국의 매일 프로그램은 오전 11시 5분에 방송된다.
| 프로그램           | 지역                          | 방송총국 | 진행           | 주파수                                                                                       |
| ------------------ | ----------------------------- | -------- | -------------- | -------------------------------------------------------------------------------------------- |
| 김태은의 가요뱅크  | 전라북도                      | KBS전주  | 김태은         | FM 92.9MHz                                                                                   |
| 빛고을 가요 차차차 | 광주광역시, 전라남도          | KBS광주  | 노희설, 위영미 | FM 95.5MHz (광주,목포), FM 102.7MHz (순천,광양), FM 100.9MHz (여수), FM 106.7MHz (고흥,해남) |
| 음악과 음악사이    | 대구광역시, 경상북도 중서남부 | KBS대구  | 박은정         | FM 102.3MHz (대구,경주,구미,군위,영천,경산,청도,성주,칠곡,고령), FM 88.9MHz (김천)           |

## 역대 방송시간
| 방송 채널  | 방송 기간                          | 방송 시간                    |
| ---------- | ---------------------------------- | ---------------------------- |
| KBS 해피FM | 2003년 10월 20일 ~ 2008년 4월 20일 | 매일 오전 11:05 ~ 오전 11:55 |
| KBS 해피FM | 2008년 4월 21일 ~ 2013년 4월 7일   | 매일 오전 11:05 ~ 오전 11:57 |

## 특징
- 2003년 10월 20일 첫방송부터 2012년 11월 30일까지 다시듣기 서비스가 제공되지 않았으나, 2012년 12월 1일부터 2013년 4월 7일까지 다시듣기 서비스가 제공되었다.

## 오프닝
- 2003년 10월 20일 ~  2008년 4월 20일 : 태진아 쇼, 쇼, 쇼를 사랑하시는 대한민국 국민여러분, 해외동포 여러분, 근로자 여러분, 국군장병 여러분, 경찰관 여러분, 학생여러분, 농업인, 어업인, 중장비 기사님 택시 기사 님, 버스 기사님, 화물차 기사님, 택배기사님, 119구조대원, 주부님, 경비원과 시장 상인 여러분, 음식업, 의류업, 세탁업, 유통업, 제조업, 제과업, 건설업, 축산업, 부동산 중개업, 쌀장사, 떡장사, 야채장사, 두부장사, 콩나물장사, 꽃장사, 옷 수선화하는 집, 주유소 직원여러분, 이 명업에 종사하시는 관세청에서 근무하고 계시는 관세청 직원여러분 또 대한민국 모든 국민 여러분 안녕하십니까. 태진아는 관세청 홍보대사가 왔습니다. 대한민국 모든 국민 여러분 안녕하십니까. 자 오늘도 멋진 하루 되시고 건강하시고 모두모두 부자되시기 바라겠습니다. 매일 오전 11시 5분부터 50분동안 함께하는 태진아 쇼, 쇼, 쇼의 태진아입니다.
- 2008년 4월 21일 ~  2013년 4월 7일 : 태진아 쇼, 쇼, 쇼를 사랑하시는 대한민국 국민여러분, 해외동포 여러분, 근로자 여러분, 국군장병 여러분, 경찰관 여러분, 학생여러분, 농업인, 어업인, 중장비 기사님 택시 기사 님, 버스 기사님, 화물차 기사님, 택배기사님, 119구조대원, 주부님, 경비원과 시장 상인 여러분, 음식업, 의류업, 세탁업, 유통업, 제조업, 제과업, 건설업, 축산업, 부동산 중개업, 쌀장사, 떡장사, 야채장사, 두부장사, 콩나물장사, 꽃장사, 옷 수선화하는 집, 주유소 직원여러분, 이 명업에 종사하시는 관세청에서 근무하고 계시는 관세청 직원여러분 또 대한민국 모든 국민 여러분 안녕하십니까. 태진아는 관세청 홍보대사가 왔습니다. 자 오늘도 멋진 하루 되시고 건강하시고 모두모두 부자되시기 바라겠습니다. 매일 오전 11시 5분부터 52분동안 함께하는 태진아 쇼, 쇼, 쇼의 태진아입니다.

## 클로징
- 2003년 10월 20일 ~ 2013년 4월 6일 : 저는 태진아였습니다. 국민여러분, 사랑해요~!
- 2013년 4월 7일 : 지금까지 저는 태진아였습니다. 여러분, 사랑해요~!

## 같이 보기
- KBS 해피FM